# Wolfgang Mieder

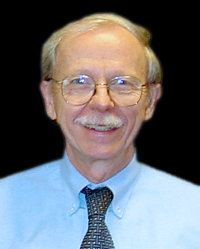
Wolfgang Mieder (2004)

Wolfgang Mieder (* 17. Februar 1944 in Nossen) ist ein deutscher Germanist und Parömiologe. Er lehrt deutsche Sprache und Folklore an der US-amerikanischen University of Vermont in Burlington (Vermont).

## Leben
Mieder besuchte das Carl-Jacob-Burckhardt-Gymnasium in Lübeck und studierte am Olivet College in Michigan Deutsch und Französisch. Nach einem Studienaufenthalt in Caen schloss er sein Studium im Jahr 1967 an der University of Michigan mit dem Magister-Titel ab. Nach einem weiteren Aufenthalt an der Universität Heidelberg promovierte er 1970 an der Michigan State University mit der Arbeit „Das Sprichwort im Werke Jeremias Gotthelfs“ zum Ph.D.
Wolfgang Mieder ist ein weltweit anerkannter Experte für deutsche Sprichwörter und Märchen. Er ist Herausgeber der „Supplement Series to Proverbium“, des „Proverbium: Yearbook of International Proverb Scholarship“ und Verfasser von mehr als hundert Büchern zum Thema Sprichwort.
1996 wurde er zum auswärtigen Mitglied der Finnischen Akademie der Wissenschaften gewählt.

## Veröffentlichungen
- Sprichwort – Wahrwort: Studien zur Geschichte, Bedeutung und Funktion deutscher Sprichwörter. 1992.
- Proverbs Are Never Out of Season: Popular Wisdom in the Modern Age. 1993.
- Proverbs: A Handbook. 2004.
- English Expressions. ISBN 978-3-15-009288-0.
- Die schwarze Spinne. Erläuterungen und Dokumente. ISBN 978-3-15-008161-7.
- Grimms Märchen, modern. Prosa, Gedichte, Karikaturen. ISBN 978-3-15-009554-6.
- Deutsche Sprichwörter und Redensarten. (Lernmaterialien). ISBN 978-3-15-009550-8.
- Andere Zeiten, andere Lehren. Sprichwörter zwischen Tradition und Innovation. ISBN 978-3-8340-0030-9.
- Verkehrte Worte. Antizitate aus Literatur und Medien. Gesammelt von Wolfgang Mieder. - Gesellschaft für Deutsche Sprache. Quelle & Meyer, Wiesbaden 1997, ISBN 3-494-01261-X.
- Verdrehte Weisheiten. Antisprichwörter aus Literatur und Medien. - Gesellschaft für Deutsche Sprache. Quelle & Meyer, Wiesbaden 1998, ISBN 3-494-01274-1.
- Phrasen verdreschen. Antiredensarten aus Literatur und Medien. - Gesellschaft für Deutsche Sprache. Quelle & Meyer, Wiesbaden 1999, ISBN 3-494-01281-4.
- Proverb Iconography. An International Bibliography. New York 1999.
- Sprichwort. In: Kleine literarische Formen in Einzeldarstellungen (=Reclams Universal-Bibliothek 18187). Stuttgart 2002, S. 211–240.
- „Liebt mich, liebt mich nicht...“ Studien und Belege zum Blumenorakel. Praesens Verlag, Wien 2001, ISBN 978-3-7069-0125-3
- Der Rattenfänger von Hameln. Die Sage in Literatur, Medien und Karikatur. Praesens Verlag, Wien 2002, ISBN 978-3-7069-0175-8
- „Die großen Fische fressen die kleinen“. Ein Sprichwort über die menschliche Natur in Literatur, Medien und Karikaturen. Praesens Verlag, Wien 2003, ISBN 978-3-7069-0182-6
- „Wein, Weib und Gesang“. Zum angeblichen Luther-Spruch in Kunst, Musik, Literatur, Medien und Karikaturen. Praesens Verlag, Wien 2004, ISBN 978-3-7069-0266-3
- „Nichts sehen, nichts hören, nichts sagen“. Die drei weisen Affen in Kunst, Literatur, Medien und Karikaturen. Praesens Verlag, Wien 2005, ISBN 978-3-7069-0248-9.
- „Cogito, ergo sum“ – Ich denke, also bin ich. Das Descartes-Zitat in Literatur, Medien und Karikaturen. Praesens Verlag, Wien 2006, ISBN 978-3-7069-0398-1.
- Hänsel und Gretel. Das Märchen in Kunst, Musik, Literatur, Medien und Karikaturen. Praesens Verlag, Wien 2007, ISBN 978-3-7069-0469-8.
- „Märchen haben kurze Beine“: Moderne Märchenreminiszenzen in Literatur, Medien und Karikaturen. (Kulturelle Motivstudien, Band 10) Praesens Verlag, Wien 2009, ISBN 978-3-7069-0579-4.
- „Entflügelte Worte“. Modifizierte Zitate in Literatur, Medien und Karikaturen. (Kulturelle Motivstudien, Band 16) Praesens Verlag, Wien 2016, ISBN 978-3-7069-0863-4.

## Auszeichnungen
- 2012: Europäischer Märchenpreis
- 2014: Ehrendoktor der Universität Athen[1]
- 2025: Bundesverdienstkreuz am Bande[2]